# Grace Elizabeth
Grace Elizabeth Harry Cabe (18 de março de 1997) é uma supermodelo americana, ganhou reconhecimento por seu trabalho com a empresa de roupas Guess.  Ela começou a desfilar para o Victoria's Secret Fashion Show em 2016 e se tornou uma modelo de sua marca PINK.  Em 2019, ela se tornou uma Victoria's Secret Angel.

## Carreira
Quando Grace Elizabeth tinha 16 anos, sua mãe enviou suas fotos para a Next Model Management em Miami. Seus pais consideraram isso um investimento financeiro. Em seguida, a enviou para trabalhar em sua divisão em Nova York. Em 2015, ela começou sua carreira de modelo com campanhas impressas para Guess e Polo Ralph Lauren. E em fevereiro de 2016, ela fez sua estreia na passarela em Nova York, desfilando para Diane von Fürstenberg, nessa mesma temporada, ela desfilou exclusivamente para a Miu Miu em Paris, tendo sido escolhida a dedo por Miuccia Prada. Em junho de 2016, ela começou a aparecer regularmente em editoriais da Vogue americana. Em novembro de 2016, ela fez sua estreia no Victoria's Secret Fashion Show e foi anunciada como porta-voz da PINK.  Ela também participou do show em 2017 e 2018. Em abril de 2019, ela se tornou uma Victoria's Secret Angel.
Em julho de 2017, foi fotografada por Steven Meisel para duas capas da Vogue Italia. Ela também apareceu na capa da Vogue Rússia (abril de 2017 e abril de 2018), Vogue España (maio de 2017), Vogue China (outubro de 2017), Vogue México (dezembro de 2017), Vogue Deutschland (fevereiro de 2018), Vogue Paris (março 2018) e Vogue Coreia (junho de 2018). Ela conseguiu sua primeira capa americana no início de 2018 para a V Magazine, posando ao lado de Sam Smith .
Em 2017, ela fez seu primeiro show da Chanel . Ela fechou o show S / S 2018, bem como o show Pre-Fall 2018 em Hamburgo, Alemanha. Ela abriu o desfile F / W 2018 da marca. Naquele ano, ela foi fotografada por Karl Lagerfeld para a campanha de primavera da marca. Elizabeth também apareceu em campanhas impressas para Versace, Michael Kors, Max Mara, Hugo Boss, Carolina Herrera, Tory Burch, Zara, Net-a-porter, Topshop e Gap . Em maio de 2018, ela foi anunciada como o mais novo rosto da Estée Lauder .
Ela desfilou para estilistas de alta moda, como Michael Kors, Alexander Wang, Tommy Hilfiger, Carolina Herrera, Ralph Lauren, Oscar de la Renta, Tory Burch, Dolce & Gabbana, Missoni, Alberta Ferretti, Max Mara, Fendi, Versace, Moschino, Bottega Veneta, Stella McCartney, Giambattista Valli, Lanvin, Isabel Marant, Elie Saab, Mugler, Balmain e Chanel durante as semanas de moda de Nova York, Milão e Paris .
Ela já apareceu em editoriais para edições internacionais da Vogue, Harper's Bazaar,Elle italiana e mexicana, Interview Magazine, V Magazine, W Magazine e Love Magazine .

## Vida pessoal
Ela se mudou para Nova York aos 18 anos. Ela estuda nutrição através da Kaplan University online. Em setembro de 2019, ela ficou noiva.